# Narycia carlotta
Narycia carlotta är en fjärilsart som beskrevs av Edward Meyrick 1893. Narycia carlotta ingår i släktet Narycia och familjen säckspinnare. Inga underarter finns listade i Catalogue of Life.